# Blanca de Narbona
Blanca de Narbona (segle xi) fou comtessa consort de Barcelona (1051-1052).
Era filla de Llop Ató Zuberoa i Ermengarda de Narbona. Va ser la segona esposa de Ramon Berenguer I després que aquest enviudés de la seva primera muller, Elisabet. No es coneix la data exacta del casament però va tenir lloc entre juny de 1050 i març de 1051 i fou repudiada aviat sense tenir descendència, probablement a causa del sobtat enamorament del comte per Almodis de la Marca, amb qui es va casar cap al 1053.
Blanca va prendre l'hàbit de penitència i, acompanyada de membres del seu llinatge, va peregrinar a Roma on va demanar justícia al pontífex, Víctor II, qui va excomunicar Ramon Berenguer.
Sembla que Ramon Berenguer I guardà una mala consciència, i potser vergonya, d'aquest repudi injustificat, perquè, en el seu testament, ja morta Almodis, li deixa 4.000 mancusos, vagament expressat i sense anomenar-la pel seu nom: "ad ipsam comitissam quam tunc habebat". Pròsper de Bofarull diu que el comte s'hauria tornat a unir a Blanca en compliment del cànon IV del concili de Girona del 1068, però no hi ha raons per creure-ho així. Sí que és possible que Blanca sobrevisqués als pares dels bessons i a aquests mateixos.